# Mouritz Christian Fischer
Mouritz Christian Fischer (født 19. juni 1703 på Lavengård ved Linå, død 19. juli 1778 på Constantinsborg) var en dansk slotsforvalter, far til Christian de Fischer.
Fischer var søn af forpagter Christian Fischer (død 1704) og Maren Mouritsdatter Høyer (1675-?, gift 2. gang 1711 med Jørgen Pedersen Fædder). Han var først kongelig livtjener, er 1738 nævnt som materialforvalter og blev før 1743 auktionsdirektør i København. Senere blev Fischer slotsforvalter på Christiansborg Slot, som stod færdigt 1745. Han blev udnævnt til justitsråd.
Han er dog mest kendt for angiveligt at have reddet to danske kongers liv – Frederik IV, som faldt ned i en kalkgrube på Sophie Amalienborg, og Christian VI fra en ildebrand i Gjethuset. På Mouritz Christian Fischers gravplade står følgende inskription: "Herunder gemmes de jordiske Levninger af den, som med sit Eged Livs Fare Frelste Kong Friedrich den Fierde sin Herres og Konges Liv fra en stor Døds Fare og Fra den tiid sin øfrige Livstid Blev belønnet Med ære Embeder og Aarlig Pension. Maatte som en Revsende fra sit Hiem udi Kiøbenhavn og som en giest hos sine Slægtninge paa Constantinsborg Ende sine dage den 19. juli 1778 I sin alders 77 aar. Forstaaer Mouritz Fischer Kong Mayest Justice Raad og Auktions-Direktør i Kiøbenhavn Blev ved Døden forladt af Sin første Ægtemage Marie Elisabeth Cølner Som af sex Sammenavlede Børn Efterlod ham 2 Sønner og 2 Døtre. Hans anden Ægtefæ11e Frederica Lovisa Degn Blev igien af ham forladt med en Søn og 2de Døtre Der nu Begræde Ham som en Troefast Ægtemand og Kierlig Fader men A1d Graad Skal tørris af deres Øyne Naar de finde hverandre I en uforanderlig Ævighed"
Den Fischerske Stamtavle beretter følgende: "Mouritz Fischer f. 1700 [sic], var først kongelig Livtiener siden Slots-Forvalter paa Christiansborg Slot, derefter Auktions-Direkteur i København og Justis-Raad. Det anmærkes her til hans Minde at han nest Gud reddede 2de Kongers Liv: Kong Frid. IV sank med sin hest i en stor Kalk-Grubbe paa Amalienborg, alle vilde, men ingen torde; Fischer sprang uforsagd i Grubben og tog Kongen uskad af Hesten, og derfor fik han til sin Død Pension. Kong Christ. VI var paa Giethuset, hvor en Canon sprang og satte Huset i Lue; Fischer sprang uforsagd fra Galleriet ned mellem Mængden og fik Kongen uskad – -" [her synes at mangle en slutning, red.].
Fischer ægtede i 1. ægteskab 28. marts 1738 Maria Elisabeth Cölner (20. februar 1716 – 7. juni 1765). I 2. ægteskab blev han 18. marts 1770 gift med Frederica Lovisa Degn (11. oktober 1747 i København – 1. december 1806 sammesteds).
Han døde hos sine slægtninge på Constantinsborg og er begravet i Linå Kirke, hvor det Fischerske Gravkapel blev indrettet 1689 af Daniel Fischer (død 1707) til Allinggård. Hans søn Christian blev adlet i 1811, mens en anden søn, Jean Arnold, købte Linå Kirke. Constantinsborg kom senere (1787) i slægten Fædders eje, og Mouritz Christian Fischers moder ægtede i 2. ægteskab et medlem af denne slægt.